# Makin' Happy
Makin' Happy  è una canzone della cantante statunitense Crystal Waters. È il secondo singolo estratto dal suo album di esordio Surprise ed è stato pubblicato nel novembre 1991 dall'etichetta discografica Mercury.
La canzone è stata scritta dalla stessa cantante insieme a Neal Conway e Mark Harris e prodotta da Teddy Douglas e Jay Steinhour.

## Tracce
7" Single (Mercury 868 848-7 (PolyGram) [de] / EAN 0042286884875)
1. Makin' Happy (Hurley's Happy House Mix) (3:49)
2. Makin' Happy (Basement Boys Happy Club Mix) (3:31)

CD-Maxi (Mercury 868 849-2)
1. Makin' Happy (Hurley's Happy House Mix) (3:49)
2. Makin' Happy (Hurley's Happy House Mix II) (6:22)
3. Makin' Happy (Basement Boys Happy Club Mix) (3:31)
4. Makin' Happy (Basement Boys Happy Club Mix II) (7:52)

## Classifiche
| Classifica  | Posizione raggiunta |
| ----------- | ------------------- |
| Francia     | 17                  |
| Regno Unito | 18                  |
| Svizzera    | 22                  |
| Paesi Bassi | 27                  |